# Closed Circuit
Closed Circuit è un film del 2013 diretto da John Crowley, con protagonisti Eric Bana e Rebecca Hall.

## Trama
Martin e Claudia sono due avvocati, ex amanti che accettano di difendere l'autore di un attentato a Londra. Il processo top secret nasconde uno sporco complotto governativo ed entrambi rischieranno la vita.

## Produzione
Le riprese del film iniziano il 20 giugno 2012.

## Distribuzione
Il trailer del film viene diffuso online il 31 maggio 2013.
La pellicola è stata distribuita nelle sale cinematografiche statunitensi a partire dal 28 agosto 2013.

### Divieto
Il film viene vietato ai minori di 18 anni negli Stati Uniti d'America ed ai minori di 15 anni nel Regno Unito per la presenza di violenza e linguaggio non adatto.